# Discografia di Shirley Bassey
 Gli album più venduti della Bassey sono The Shirley Bassey Singles Album, raggiungendo il secondo posto in classifica e guadagnando un disco d'oro, e il doppio album in edizione limitata, Shirley Bassey 25th Anniversary Album, un disco di platino che si classificò al terzo posto nel 1978 nella UK Albums Chart . Il suo album entrato nella Top 10, Something, è il suo album in studio più venduto, rimanendo nella classifica degli album del Regno Unito per cinque mesi. Il singolo più famoso di Shirley Bassey negli Stati Uniti è Goldfinger, che raggiunse l'ottava posizione nella Billboard Hot 100 e che compare nell'album della colonna sonora del film di James Bond del 1964, Agente 007 - Missione Goldfinger. Bassey riuscì ad arrivare al primo posto nella classifica del Regno Unito con due singoli : "As I Love You" e il doppio lato A, "Reach for the Stars" / "Climb Ev'ry Mountain", e nella classifica dance con il singolo "History Repeating" nel 1997. Raggiunse il primo posto nelle classifiche australiane e sudafricane con "Never, Never, Never" del 1973. Con l'uscita di "The Living Tree" nel 2007, ha segnato un arco di 50 anni di presenze nella UK Singles Chart.
Anche se il suo unico album da solista ad entrare nella Top 20 di una classifica statunitense (R&B) è stato Live at Carnegie Hall, nel corso dei decenni ha goduto di cinque singoli nella Top 10 delle classifiche statunitensi: "Goldfinger" ( Billboard Hot 100 Top 10); "Something"; "Never, Never, Never"; "History Repeating" e "Get the Party Started".

## Album in studio
| 1957                                                                                      | Born to Sing the Blues (10" LP)                                                                     | Philips               | —  | —  | —  | —   | —  | —       |
| 1959                                                                                      | The Bewitching Miss Bassey                                                                          | Philips               | —  | —  | —  | —   | —  | —       |
| 1959                                                                                      | The Fabulous Shirley Bassey                                                                         | EMI Columbia          | 12 | —  | —  | —   | —  | —       |
| 1961                                                                                      | Shirley                                                                                             | EMI Columbia          | 9  | —  | —  | —   | —  | —       |
| 1961                                                                                      | Shirley Bassey                                                                                      | EMI Columbia          | 14 | —  | —  | —   | —  | —       |
| 1962                                                                                      | Let's Face the Music uscito negli Stati Uniti come Shirley Bassey Sings The Hit Song From "Oliver!" | EMI Columbia          | 12 | —  | —  | —   | —  | —       |
| 1965                                                                                      | Shirley Stops the Shows uscito negli Stati Uniti come Shirley Bassey Belts the Best!                | EMI Columbia          | —  | —  | —  | 85  | —  | —       |
| 1966                                                                                      | I've Got a Song for You pubblicato negli Stati Uniti come Shirley Means Bassey                      | United Artists        | 26 | —  | —  | —   | —  | —       |
| 1967                                                                                      | And We Were Lovers                                                                                  | United Artists        | —  | —  | —  | —   | —  | —       |
| 1968                                                                                      | 12 of Those Songs                                                                                   | EMI Columbia          | 38 | —  | —  | —   | —  | —       |
| 1968                                                                                      | This Is My Life                                                                                     | United Artists        | —  | —  | —  | —   | —  | —       |
| 1968                                                                                      | This Is My Life (La vita) (pubblicato in Italia)                                                    | United Artists        | —  | —  | —  | —   | —  | —       |
| 1969                                                                                      | Does Anybody Miss Me                                                                                | United Artists        | —  | —  | —  | —   | —  | —       |
| 1970                                                                                      | Something pubblicato negli Stati Uniti come Shirley Bassey Is Really "Something"                    | United Artists        | 5  | 23 | —  | 105 | 29 | —       |
| 1971                                                                                      | Something Else                                                                                      | United Artists        | 7  | —  | —  | 123 | —  | —       |
| 1972                                                                                      | I Capricorn                                                                                         | United Artists        | 13 | —  | —  | 94  | —  | —       |
| 1972                                                                                      | And I Love You So                                                                                   | United Artists        | 24 | —  | —  | 171 | —  | —       |
| 1973                                                                                      | Never Never Never                                                                                   | United Artists        | 10 | —  | —  | 60  | 34 | Argento |
| 1974                                                                                      | Nobody Does It Like Me                                                                              | United Artists        | —  | 32 | —  | 142 | —  | —       |
| 1975                                                                                      | Good, Bad but Beautiful                                                                             | United Artists        | 13 | —  | —  | 186 | 54 | Argento |
| 1976                                                                                      | Love, Life and Feelings                                                                             | United Artists        | 13 | —  | —  | 149 | —  | Argento |
| 1977                                                                                      | You Take My Heart Away                                                                              | United Artists        | 34 | —  | —  | —   | —  | —       |
| 1978                                                                                      | Yesterdays                                                                                          | United Artists        | —  | —  | —  | —   | —  | —       |
| 1979                                                                                      | The Magic Is You                                                                                    | United Artists        | 40 | 10 | —  | —   | —  | —       |
| 1982                                                                                      | All by Myself pubblicato in UK e altri stati come Love Songs                                        | Applause              | 48 | —  | —  | —   | —  | —       |
| 1984                                                                                      | I Am What I Am                                                                                      | Towerbell             | 25 | —  | 39 | —   | —  | Oro     |
| 1989                                                                                      | La Mujer                                                                                            | Mercury PolyGram      | —  | —  | —  | —   | —  | —       |
| 1991                                                                                      | Keep the Music Playing Successivamente pubblicato come The Power Of Love and Old Friends And Lovers | FreeStyle Dino        | 25 | —  | —  | —   | —  | —       |
| 1992                                                                                      | The Bond Collection                                                                                 | Icon Records          | —  | —  | —  | —   | —  | —       |
| 1993                                                                                      | Sings the Songs of Andrew Lloyd Webber                                                              | EMI MFP Premier       | 34 | —  | —  | —   | —  | —       |
| 1995                                                                                      | Sings the Movies uscito in Germania come Showtime                                                   | PolyGram TV           | 24 | —  | 94 | —   | —  | Oro     |
| 1996                                                                                      | The Show Must Go On                                                                                 | PolyGram TV           | 47 | —  | —  | —   | —  | Argento |
| 2000                                                                                      | The Remix Album...Diamonds are Forever                                                              | EMI                   | 62 | —  | 63 | —   | —  | —       |
| 2003                                                                                      | Thank You for the Years                                                                             | Sony TV Citrus        | 19 | —  | —  | —   | —  | Argento |
| 2007                                                                                      | Get the Party Started                                                                               | Lock Stock and Barrel | 6  | —  | —  | —   | —  | Argento |
| 2009                                                                                      | The Performance                                                                                     | Geffen                | 20 | —  | 81 | —   | —  | Oro     |
| 2014                                                                                      | Hello Like Before                                                                                   | RCA                   | 24 | —  | —  | —   | —  |         |
| "—" indica che l'album non si è classificato oppure non è stato pubblicato in quel Paese. | |                       |    |    |    |     |    |         |

## Album dal vivo
| 1965                                                                                      | Shirley Bassey at the Pigalle uscito negli Stati Uniti come In Person | EMI Columbia   | 15 | —   | —  | — |
| 1970                                                                                      | Live at Talk of the Town                                              | United Artists | 38 | —   | —  | — |
| 1973                                                                                      | Live at Carnegie Hall                                                 | United Artists | —  | 136 | 20 | — |
| 1974                                                                                      | Live in Japan (uscito in Giappone)                                    | United Artists | —  | —   | —  | — |
| 1978                                                                                      | Live in Japan '77 (uscito in Giappone)                                | United Artists | —  | —   | —  | — |
| 1997                                                                                      | The Birthday Concert (Nomination aiGrammy Award)                      | Artful         | —  | —   | —  | — |
| "—" indica che l'album non si è classificato oppure non è stato pubblicato in quel Paese. |                                                                       |                |    |     |    |   |

## Album di compilation
| 1968                                                                                      | Golden Hits of Shirley Bassey                     | 28 | —       |
| 1971                                                                                      | It's Magic                                        | 32 | —       |
| 1971                                                                                      | The Fabulous Shirley Bassey                       | 48 | —       |
| 1972                                                                                      | The Shirley Bassey Collection                     | 37 | —       |
| 1974                                                                                      | The Very Best of Shirley Bassey                   | —  | Argento |
| 1975                                                                                      | The Shirley Bassey Singles Album                  | 2  | Oro     |
| 1975                                                                                      | The Shirley Bassey Collection Volume II           | —  | —       |
| 1976                                                                                      | Shirley Bassey                                    | —  | Argento |
| 1976                                                                                      | Thoughts of Love                                  | 15 | Oro     |
| 1978                                                                                      | <i id="mwAtQ">25th Anniversary Album</i>          | 3  | Platino |
| 1988                                                                                      | Singles Album                                     | —  | Argento |
| 1992                                                                                      | The Best of Shirley Bassey                        | 27 | —       |
| 1994                                                                                      | Bassey - The EMI/UA Years 1959 - 1979             | —  | —       |
| 1995                                                                                      | The Best of                                       | —  | Argento |
| 1996                                                                                      | 20 of the Best                                    | —  | Oro     |
| 1996                                                                                      | Four Decades of Song                              | —  | —       |
| 2000                                                                                      | The Greatest Hits - This Is My Life               | 54 | Oro     |
| 2006                                                                                      | The Complete EMI/Columbia Singles Collection      | —  | —       |
| 2009                                                                                      | Burn My Candle - The Complete Early Years 1956-58 | —  | —       |
| 2013                                                                                      | Hold Me Tight                                     | —  | —       |
| 2015                                                                                      | What Now My Love: 15 Greatest Hits                | —  | —       |
| "—" indica che l'album non si è classificato oppure non è stato pubblicato in quel Paese. |                                                   |    |         |

## Altri lavori
| Anno                                                                                      | Album                                               | UK | Certificazioni UKBPI |
| ----------------------------------------------------------------------------------------- | --------------------------------------------------- | -- | -------------------- |
| 1959                                                                                      | Show Boat                                           | —  | —                    |
| 1971                                                                                      | Big Spender (ristampa di And We Were Lovers)        | 27 | —                    |
| 1971                                                                                      | What Now My Love (ristampa di Let's Face The Music) | 17 | —                    |
| 1993                                                                                      | 10,000 Voices II                                    | —  | —                    |
| 1999                                                                                      | Land Of My Fathers                                  | —  | Argento              |
| 2002                                                                                      | Party At The Palace                                 | —  | —                    |
| "—" indica che l'album non si è classificato oppure non è stato pubblicato in quel Paese. |                                                     |    |                      |

## Singoli
| 1956                                                                                    | "Burn My Candle" b/w "Stormy Weather"                                                                                           | Philips             | The Bewitching Miss Bassey                                           | —   | —   | —  | —  | —  | —  |
| 1956                                                                                    | "The Wayward Wind" b/w "Born to Sing the Blues"                                                                                 | Philips             | Non è stato incluso in nessun album                                  | —   | —   | —  | —  | —  | —  |
| 1956                                                                                    | "After the Lights Go Down Low" b/w "If You Don't Love Me"                                                                       | Philips             | Non è stato incluso in nessun album                                  | —   | —   | —  | —  | —  | —  |
| 1957                                                                                    | "The Banana Boat Song" b/w "Tra La La"                                                                                          | Philips             | The Bewitching Miss Bassey                                           | 8   | —   | —  | —  | —  | —  |
| 1957                                                                                    | "If I Had a Needle and Thread" b/w "Tonight My Heart She Is Crying"                                                             | Philips             | Non è stato incluso in nessun album                                  | —   | —   | —  | —  | —  | —  |
| 1957                                                                                    | "Fire Down Below" b/w "You, You Romeo"                                                                                          | Philips             | The Bewitching Miss Bassey                                           | 30  | —   | —  | —  | —  | —  |
| 1957                                                                                    | "You, You Romeo" (B-Side to "Fire Down Below")                                                                                  | Philips             | The Bewitching Miss Bassey                                           | 29  | —   | —  | —  | —  | —  |
| 1957                                                                                    | "Puh-Leeze! Mister Brown" b/w "Take My Love, Take My Love"                                                                      | Philips             | Non è stato incluso in nessun album                                  | —   | —   | —  | —  | —  | —  |
| 1958                                                                                    | "Kiss Me, Honey Honey, Kiss Me" b/w "There's Never Been A Night"                                                                | Philips             | The Bewitching Miss Bassey                                           | 3   | —   | —  | —  | —  | —  |
| 1959                                                                                    | "As I Love You" b/w "Hands Across the Sea"                                                                                      | Philips             | The Bewitching Miss Bassey                                           | 1   | —   | —  | —  | —  | —  |
| 1959                                                                                    | "Love for Sale" b/w "Crazy Rhythm"                                                                                              | Philips             | The Bewitching Miss Bassey                                           | —   | —   | —  | —  | —  | —  |
| 1959                                                                                    | "My Funny Valentine" b/w "How About You?"                                                                                       | Philips             | The Bewitching Miss Bassey                                           | —   | —   | —  | —  | —  | —  |
| 1959                                                                                    | "Night and Day" b/w "The Gypsy In My Soul"                                                                                      | Philips             | The Bewitching Miss Bassey                                           | —   | —   | —  | —  | —  | —  |
| 1959                                                                                    | "If You Love Me (Really Love Me)" b/w "Count On Me"                                                                             | Columbia            | Non è stato incluso in nessun album                                  | 28  | —   | —  | —  | —  | —  |
| 1960                                                                                    | "With These Hands" b/w "The Party's Over"                                                                                       | Columbia            | Non è stato incluso in nessun album                                  | 38  | —   | —  | —  | —  | —  |
| 1960                                                                                    | "The Birth of the Blues" b/w " Careless Love Blues"                                                                             | Philips             | Born to Sing the Blues                                               | —   | —   | —  | —  | —  | —  |
| 1960                                                                                    | "As Long as He Needs Me" b/w "So in Love"                                                                                       | Columbia            | Non è stato incluso in nessun album                                  | 2   | —   | —  | —  | —  | —  |
| 1961                                                                                    | "You'll Never Know" b/w "Hold me Tight"                                                                                         | Columbia            | Non è stato incluso in nessun album                                  | 6   | —   | —  | —  | —  | —  |
| 1961                                                                                    | "Reach for the Stars" b/w "Climb Ev'ry Mountain" (double A-Side)                                                                | Columbia            | Non è stato incluso in nessun album/<i id="mwBHs">Shirley Bassey</i> | 1   | 120 | —  | —  | —  | —  |
| 1961                                                                                    | "I'll Get By" b/w "Who Are We?"                                                                                                 | Columbia            | Non è stato incluso in nessun album                                  | 10  | —   | —  | —  | —  | —  |
| 1962                                                                                    | "Tonight" b/w "Let's Start All Over Again"                                                                                      | Columbia            | Non è stato incluso in nessun album                                  | 21  | —   | —  | —  | —  | —  |
| 1962                                                                                    | "Ave Maria" b/w "You'll Never Walk Alone"                                                                                       | Columbia            | Non è stato incluso in nessun album                                  | 31  | —   | —  | —  | —  | —  |
| 1962                                                                                    | "Far Away" b/w "My Faith" | Columbia            | Non è stato incluso in nessun album                                  | 24  | —   | —  | —  | —  | —  |
| 1962                                                                                    | "What Now My Love?" b/w "Above All Others"                                                                                      | Columbia            | Let's Face the Music                                                 | 5   | —   | —  | —  | —  | —  |
| 1963                                                                                    | "What Kind of Fool am I?" b/w "Till"                                                                                            | Columbia            | Non è stato incluso in nessun album                                  | 47  | —   | —  | —  | —  | —  |
| 1963                                                                                    | "I (Who Have Nothing)" b/w "How Can You Tell?"                                                                                  | Columbia            | Non è stato incluso in nessun album                                  | 6   | —   | —  | —  | —  | —  |
| 1963                                                                                    | "Puh-Leeze! Mister Brown" b/w "The Wayward Wind" (re-release)                                                                   | Philips             | Non è stato incluso in nessun album                                  | —   | —   | —  | —  | —  | —  |
| 1964                                                                                    | "My Special Dream" b/w "You" | Columbia            | Non è stato incluso in nessun album                                  | 32  | —   | —  | —  | —  | —  |
| 1964                                                                                    | "Gone" b/w "Your Love" | Columbia            | Non è stato incluso in nessun album                                  | 36  | —   | —  | —  | —  | —  |
| 1964                                                                                    | "Who Can I Turn To?" b/w "To Be Loved By A Man"                                                                                 | Columbia            | Non è stato incluso in nessun album                                  | —   | —   | —  | —  | —  | —  |
| 1964                                                                                    | "Goldfinger" b/w "Strange How Love Can Be"                                                                                      | Columbia            | Goldfinger OST                                                       | 21  | 8   | 2  | 5  | 8  | 2  |
| 1964                                                                                    | "Now" b/w "How Can You Believe?"                                                                                                | Columbia            | Non è stato incluso in nessun album                                  | —   | —   | —  | —  | —  | —  |
| 1965                                                                                    | "No Regrets" b/w "Seesaw Of Dreams"                                                                                             | Columbia            | Non è stato incluso in nessun album                                  | 39  | —   | —  | —  | —  | —  |
| 1965                                                                                    | "It's Yourself" b/w "Secrets"                                                                                                   | Columbia            | Non è stato incluso in nessun album                                  | —   | —   | 38 | —  | —  | —  |
| 1966                                                                                    | "The Liquidator" b/w "Sunshine"                                                                                                 | Columbia            | The Liquidator OST                                                   | —   | —   | —  | —  | —  | —  |
| 1966                                                                                    | "Don't Take the Lovers from the World" b/w "Take Away"                                                                          | United Artists      | Non è stato incluso in nessun album                                  | —   | —   | —  | —  | —  | —  |
| 1966                                                                                    | "Shirley" b/w "Who Could Love Me"                                                                                               | United Artists      | I've Got a Song for You                                              | —   | —   | —  | —  | —  | —  |
| 1967                                                                                    | "The Impossible Dream" b/w "Do I Look Like A Fool"                                                                              | United Artists      | And We Were Lovers                                                   | —   | —   | —  | —  | —  | —  |
| 1967                                                                                    | "If You Go Away" b/w "Give Him Your Love"                                                                                       | United Artists      | And We Were Lovers                                                   | —   | —   | —  | —  | —  | —  |
| 1967                                                                                    | "Big Spender" b/w "Dangerous Games"                                                                                             | United Artists      | And We Were Lovers                                                   | 21  | —   | —  | —  | —  | —  |
| 1968                                                                                    | "This is My Life" b/w "Without A Word"                                                                                          | United Artists      | This Is My Life                                                      | —   | —   | —  | —  | —  | —  |
| 1968                                                                                    | "La Vita (This Is My Life)" b/w "Without A Word" (pubblicato in Italia)                                                         | United Artists      | This Is My Life (La vita)                                            | —   | —   | —  | —  | —  | 34 |
| 1968                                                                                    | "Domani, Domani" b/w "Pronto...sono io" (pubblicato in Italia)                                                                  | United Artists      | This Is My Life (La vita)                                            | —   | —   | —  | —  | —  | —  |
| 1968                                                                                    | "To Give" b/w "Yes" (pubblicato in Italia)                                                                                      | United Artists      | This Is My Life (La vita)                                            | —   | —   | —  | —  | —  | —  |
| 1968                                                                                    | "To Give" b/w "My Love Has Two Faces"                                                                                           | United Artists      | Non è stato incluso in nessun album                                  | —   | —   | —  | —  | —  | —  |
| 1968                                                                                    | "If You Go Away" (Versione Alternativa) b/w "E' giorno" (uscito in Italia)                                                      | United Artists      | Non è stato incluso in nessun album                                  | —   | —   | —  | —  | —  | —  |
| 1969                                                                                    | "Chi Si Vuol Bene Come Noi..." b/w "Epirops" (uscito in Italia)                                                                 | United Artists      | Non è stato incluso in nessun album                                  | —   | —   | —  | —  | —  | 18 |
| 1969                                                                                    | "Does Anybody Miss Me" b/w "Fa Fa Fa (Live For Today)"                                                                          | United Artists      | Does Anybody Miss Me                                                 | —   | —   | —  | —  | —  | —  |
| 1969                                                                                    | "Com'è Piccolo Il Mondo" b/w "Manchi solo tu" (pubblicato in Italia)                                                            | United Artists      | Non è stato incluso in nessun album                                  | —   | —   | —  | —  | —  | —  |
| 1969                                                                                    | "Concerto D'autunno" b/w "My Way Of Life" (pubblicato in Italia)                                                                | United Artists      | Non è stato incluso in nessun album                                  | —   | —   | —  | —  | —  | 56 |
| 1969                                                                                    | "As I Love You" / "Kiss Me Honey Honey Kiss Me" (riedizione)                                                                    | Philips             | The Bewitching Miss Bassey                                           | —   | —   | —  | —  | —  | —  |
| 1969                                                                                    | "Fa Fa Fa (Live For Today)" b/w "The Bus that Never Comes" (uscito in Germania)                                                 | United Artists      | Non è stato incluso in nessun album                                  | —   | —   | —  | —  | —  | —  |
| 1970                                                                                    | "The Sea and Sand" b/w "What About Today"                                                                                       | United Artists      | Something                                                            | —   | —   | —  | —  | —  | —  |
| 1970                                                                                    | "Something" b/w "Easy to Be Hard"                                                                                               | United Artists      | Something                                                            | 4   | 55  | 6  | 10 | 40 | —  |
| 1970                                                                                    | "Something" b/w "Ore che sei que" (pubblicato in Italia)                                                                        | United Artists      | Something                                                            | —   | —   | —  | —  | —  | —  |
| 1971                                                                                    | "The Fool on the Hill" b/w "What Are You Doing The Rest Of Your Life"                                                           | United Artists      | Non è stato incluso in nessun album                                  | 48  | —   | —  | —  | —  | —  |
| 1971                                                                                    | "(Where Do I Begin?) Love Story" b/w "For the Love of Him"                                                                      | United Artists      | Something Else                                                       | 34  | —   | —  | —  | —  | —  |
| 1972                                                                                    | "Diamonds are Forever" b/w "Pieces Of Dreams"                                                                                   | United Artists      | Diamonds are Forever OST                                             | 38  | 57  | 14 | —  | —  | —  |
| 1972                                                                                    | "Una Cascata di Diamanti (Vivo Di Diamanti)" b/w "Diamonds are Forever" (pubblicato in Italia)                                  | United Artists      | Diamonds are Forever OST                                             | —   | —   | —  | —  | —  | —  |
| 1972                                                                                    | "For All We Know" b/w "What's Done Is Done"                                                                                     | United Artists      | I Capricorn                                                          | 6   | —   | —  | —  | —  | —  |
| 1972                                                                                    | "I've Never Been a Woman Before" b/w "The Greatest Performance Of My Life"                                                      | United Artists      | I Capricorn                                                          | —   | —   | —  | —  | —  | —  |
| 1972                                                                                    | "And I Love You So" b/w "I Don't Know How To Love Him"                                                                          | United Artists      | And I Love You So                                                    | —   | —   | —  | —  | —  | —  |
| 1972                                                                                    | "The Ballad of the Sad Young Men" b/w "If I Should Find Love Again"                                                             | United Artists      | And I Love You So                                                    | —   | —   | —  | —  | —  | —  |
| 1973                                                                                    | "Jezahel" b/w "Day by Day" (pubblicato in Germania)                                                                             | United Artists      | And I Love You So                                                    | —   | —   | —  | —  | —  | —  |
| 1973                                                                                    | "Never, Never, Never/Day by Day" (n°67 US R&B)                                                                                  | United Artists      | Never Never Never                                                    | 8   | 48  | 8  | 13 | 48 | —  |
| 1973                                                                                    | "Make the World a Little Younger" b/w "The Old Fashioned Way"                                                                   | United Artists      | Never Never Never                                                    | —   | —   | —  | —  | —  | —  |
| 1974                                                                                    | "When You Smile" b/w "The Trouble With Hello Is Goodbye"                                                                        | United Artists      | Nobody Does It Like Me                                               | —   | —   | —  | —  | —  | —  |
| 1974                                                                                    | "Davy" b/w "The Trouble With Hello Is Goodbye"                                                                                  | United Artists      | Nobody Does It Like Me                                               | —   | —   | 44 | —  | —  | —  |
| 1974                                                                                    | "Yesterday When I Was Young" (live) b/w "Goldfinger" (live) (uscito in Giappone)                                                | United Artists      | Live In Japan                                                        | —   | —   | —  | —  | —  | —  |
| 1975                                                                                    | "Good, Bad, but Beautiful" b/w "I'm Nothing Without You"                                                                        | United Artists      | Good, Bad but Beautiful                                              | —   | —   | —  | —  | —  | —  |
| 1975                                                                                    | "Living" b/w "Everything That Touches You"                                                                                      | United Artists      | Good, Bad but Beautiful                                              | —   | —   | —  | —  | —  | —  |
| 1976                                                                                    | "Natali" b/w "Runaway" | United Artists      | Love, Life and Feelings                                              | —   | —   | —  | —  | —  | —  |
| 1976                                                                                    | "Can't Take My Eyes off You" b/w "Born To Lose"                                                                                 | United Artists      | Non Album Track                                                      | —   | —   | —  | —  | —  | —  |
| 1977                                                                                    | "I Let You Let Me Down Again" b/w "Razzle Dazzle"                                                                               | United Artists      | You Take My Heart Away                                               | —   | —   | —  | —  | —  | —  |
| 1977                                                                                    | "You Take My Heart Away" b/w "I Let You Let Me Down Again"                                                                      | United Artists      | You Take My Heart Away                                               | —   | —   | —  | —  | —  | —  |
| 1979                                                                                    | "This is My Life (La Vita)" (riregistrazione) b/w "The Magic Is You" ("Copacabana (At the Copa)" (pubblicato negli Stati Uniti) | United Artists      | The Magic Is You                                                     | —   | —   | —  | 5  | —  | —  |
| 1979                                                                                    | "Moonraker (Main Title)" b/w "Moonraker (End Title)"                                                                            | United Artists      | Moonraker OST                                                        | —   | —   | —  | —  | —  | —  |
| 1980                                                                                    | "I (Who Have Nothing)" b/w "Goldfinger" (ristampa)                                                                              | EMI Columbia        | Non è stato incluso in nessun album                                  | —   | —   | —  | —  | —  | —  |
| 1982                                                                                    | "All By Myself" b/w "Only When I Laugh"                                                                                         | Applause Records    | All By Myself                                                        | —   | —   | —  | —  | —  | —  |
| 1983                                                                                    | "Thought I'd Ring You" (con Alain Delon) b/w "Memory"                                                                           | Polydor Records     | Non è stato incluso in nessun album                                  | —   | —   | —  | 13 | —  | —  |
| 1984                                                                                    | "Remember" (con Al Corley) b/w "Thought I'd Ring You" (con Al Corley) (riregistrazione)                                         | Polydor Records     | Non è stato incluso in nessun album                                  | —   | —   | —  | —  | —  | —  |
| 1984                                                                                    | "That's Right (Love Is No Game)" b/w "Memory"                                                                                   | Polydor Records     | Non è stato incluso in nessun album                                  | —   | —   | —  | —  | —  | —  |
| 1984                                                                                    | "Sometimes" b/w "He Needs Me"                                                                                                   | Towerbell Records   | Non è stato incluso in nessun album                                  | 86  | —   | —  | —  | —  | —  |
| 1984                                                                                    | "Natali" (riregistrazione) b/w "As I Love You" (riregistrazione)                                                                | Towerbell Records   | I Am What I Am                                                       | —   | —   | —  | —  | —  | —  |
| 1984                                                                                    | "I Am What I Am" b/w "This Is My Life" (riregistrazione)                                                                        | Towerbell Records   | I Am What I Am                                                       | —   | —   | —  | —  | —  | —  |
| 1984                                                                                    | "If You Don't Understand" b/w ""To All The Men I've Loved Before"                                                               | Towerbell Records   | I Am What I Am                                                       | —   | —   | —  | —  | —  | —  |
| 1986                                                                                    | "To All the Men I've Loved Before" b/w "I Am What I Am"                                                                         | Towerbell Records   | I Am What I Am                                                       | 86  | —   | —  | —  | —  | —  |
| 1986                                                                                    | "There's No Place Like London" b/w "Born to Sing Forever"                                                                       | Towerbell Records   | Non è stato incluso in nessun album                                  | —   | —   | —  | —  | —  | —  |
| 1987                                                                                    | "The Rhythm Divine" (Yello e Shirley Bassey)                                                                                    | Mercury Records     | One Second                                                           | 54  | —   | —  | 24 | 47 | —  |
| 1988                                                                                    | "Love Is No Game" b/w "Memory"                                                                                                  | Indisc              | Non è stato incluso in nessun album                                  | —   | —   | —  | —  | —  | —  |
| 1988                                                                                    | "Sin Ti" b/w "Hoy No Tengo Nada"                                                                                                | Mercury Records     | La Mujer                                                             | —   | —   | —  | —  | —  | —  |
| 1990                                                                                    | "How Do You Keep the Music Playing" b/w "The Greatest Love of All"                                                              | FreeStyle           | Keep the Music Playing                                               | —   | —   | —  | —  | —  | —  |
| 1996                                                                                    | "He Kills Everything You Love"                                                                                                  | PolyGramTV          | The Show Must Go On                                                  | —   | —   | —  | —  | —  | —  |
| 1996                                                                                    | "'Disco' La Passione" (con Chris Rea)                                                                                           | East West Records   | La Passione                                                          | 41  | —   | —  | 21 | —  | —  |
| 1997                                                                                    | "History Repeating" (Propellerheads con Shirley Bassey) (n°1 UK Dance) (n°10 US Dance Club)                                     | Wall of Sound       | Decksandrumsandrockandroll                                           | 19  | —   | —  | 52 | 65 | 8  |
| 1999                                                                                    | "Light My Fire" (Shirley Bassey meets Booster)                                                                                  | Bluenote, EMI       | Non è stato incluso in nessun album                                  | —   | —   | —  | —  | —  | —  |
| 1999                                                                                    | "World in Union" (duetto con Bryn Terfel)                                                                                       | Decca Records       | Land of My Fathers                                                   | 35  | —   | —  | —  | —  | —  |
| 2000                                                                                    | "Where Do I Begin" (Away Team remix)                                                                                            | Liberty, EMI        | The Remix Album...Diamonds are Forever                               | 100 | —   | —  | —  | —  | 51 |
| 2002                                                                                    | "You Can Have Him" (remix) (DJ Guy Gerber con Shirley Bassey)                                                                   | Whoop! Records      | Non è stato incluso in nessun album                                  | —   | —   | —  | —  | —  | —  |
| 2005                                                                                    | "Diamonds from Sierra Leone" (Kanye West con Shirley Bassey [non accreditata])                                                  | Roc-A-Fella Records | Late Registration                                                    | 8   | 43  | —  | 56 | 67 | —  |
| 2005                                                                                    | "That's What Friends Are For" (remix)                                                                                           | ZYX Records         | Golden Disco-Hits 2                                                  | —   | —   | —  | —  | —  | —  |
| 2007                                                                                    | "The Living Tree" | Lock Stock & Barrel | Get the Party Started                                                | 37  | —   | —  | —  | —  | —  |
| 2007                                                                                    | "Get the Party Started" (n°3 US Dance Club)                                                                                     | Lock Stock & Barrel | Get the Party Started                                                | 47  | —   | —  | —  | —  | —  |
| 2007                                                                                    | "Big Spender" (remix) | Lock Stock & Barrel | Get the Party Started                                                | —   | —   | —  | —  | —  | —  |
| "—" indica un singolo che non è entrato in classifica o che non è uscito in quel paese. | |                     |                                                                      |     |     |    |    |    |    |

## EP
| Anno | EP                                         |
| ---- | ------------------------------------------ |
| 1957 | Shirley Bassey at the Cafe de Paris (Live) |
| 1958 | As I Love You                              |
| 1958 | Blues by Bassey                            |
| 1958 | Love for Sale                              |
| 1959 | The Fabulous Shirley Bassey                |
| 1959 | The Fabulous Shirley Bassey No.2           |
| 1959 | Showboat-Excerpts                          |
| 1959 | Showboat-Excerpts No.2                     |
| 1960 | As Long as He Needs Me                     |
| 1961 | Shirley Bassey                             |
| 1961 | Shirley Bassey No.2                        |
| 1961 | Shirley No.3                               |
| 1962 | Let's Face the Music                       |
| 1962 | Shirley's Most Requested Songs             |
| 1962 | Till and Other Great Songs                 |
| 1963 | The Hits of Shirley Bassey                 |
| 1963 | In Other Words...                          |
| 1964 | I (Who Have Nothing)                       |
| 1964 | The Dynamic Shirley Bassey                 |

## Colone sonore originali
| Anno | Canzone                                                 | Film                                 |
| ---- | ------------------------------------------------------- | ------------------------------------ |
| 1964 | "Goldfinger"                                            | Agente 007 - Missione Goldfinger     |
| 1965 | "The Liquidator"                                        | The Liquidator                       |
| 1965 | "The Liquidator" (versione alternativa)                 | The Liquidator                       |
| 1965 | "My Liquidator"                                         | The Liquidator                       |
| 1968 | "My Love has Two Faces"                                 | Passo Falso                          |
| 1971 | "Diamonds are Forever"                                  | Agente 007 - Una cascata di diamanti |
| 1971 | "Una Cascata di Diamanti" (uscito solo in Italia)       | Agente 007 - Una cascata di diamanti |
| 1979 | "Moonraker"                                             | Moonraker - Operazione spazio        |
| 1979 | "Moonraker" (Titoli di Coda)                            | Moonraker - Operazione spazio        |
| 1996 | "'Disco' La Passione"                                   | La Passione                          |
| 1996 | "Shirley, Do You Own a Ferrari?" (duetto con Chris Rea) | La Passione                          |